# まっすぐに、トウメイに。
「まっすぐに、トウメイに。」は、日本の声優・歌手である水瀬いのりの楽曲。作詞・作曲は三木鶏郎が担当している。水瀬の1作目の配信限定シングルとして2019年6月26日にKING AMUSEMENT CREATIVEより配信された。

## 制作、音楽性
作詞と作曲は三木鶏郎、編曲はElements Gardenの藤永龍太郎が務めた。
2018年7月2日に行われた水瀬のコンサートツアー『Inori Minase LIVE TOUR 2018 BLUE COMPASS』で初めて披露された。

## リリース、プロモーション
表題曲「まっすぐに、トウメイに。」は、水瀬の映像作品『Inori Minase MUSIC CLIP BOX』と同時発売され、キリンビバレッジ『キリンレモン』のリニューアル発売に合わせ、『キリンレモン』とアーティストとのトリビュート企画として制作された楽曲で、2018年5月17日にYouTubeにてミュージック・ビデオが公開された。水瀬の他に、ロックバンドのフレデリックや、お笑い芸人の友近と椿鬼奴、山崎静代の3人によって結成された期間限定ユニットのファースト♡キッスが参加している。
トリビュート企画が開始された直後に『キリンレモン』の売上が急増し、当初の360万ケースから、約4割増にあたる500万ケースに上方修正したものの、2018年10月末までの達成を見込んだため、再上方修正した。特に、水瀬の「まっすぐに、トウメイに。」の反響が大きく、ミュージック・ビデオの再生が250万回以上、アニメ版のミュージック・ビデオが270万回以上の再生を記録した他、2018年6月から7月にかけて開催された、水瀬のライブツアー『Inori Minase LIVE TOUR 2018 BLUE COMPASS』の会場に水瀬のファンが『キリンレモン』を箱買いして、ライブ会場で配っている現象も発生した。この反響に対して、キリンビバレッジのマーケティング本部マーケティング部商品担当主任は「マネー現代」の取材で、「ファンの方がキリンレモンを拡散してくれた側面が大きく、非常に感謝しています」とコメントしている。

## 収録内容
| #         | タイトル                     | 作詞      | 作曲      | 編曲                         | 時間 |
| --------- | ---------------------------- | --------- | --------- | ---------------------------- | ---- |
| 1.        | 「まっすぐに、トウメイに。」 | 三木鶏郎  | 三木鶏郎  | 藤永龍太郎 (Elements Garden) | 3:38 |
| 合計時間: | 合計時間:                    | 合計時間: | 合計時間: | 合計時間:                    | 3:38 |

## メディアでの使用
| # | 曲名                         | タイアップ                                                   | 出典  |
| - | ---------------------------- | ------------------------------------------------------------ | ----- |
| 1 | 「まっすぐに、トウメイに。」 | キリンビバレッジ『KIRIN LEMON Tribute 2018』タイアップソング | [ 9 ] |

## リリース日一覧
| 地域 | リリース日    | レーベル                | 形態                   | 配信サイト   | 外部リンク                        |
| ---- | ------------- | ----------------------- | ---------------------- | ------------ | --------------------------------- |
| 日本 | 2019年6月26日 | KING AMUSEMENT CREATIVE | デジタル・ダウンロード | animelo mix  | まっすぐに、トウメイに。          |
| 日本 | 2019年6月26日 | KING AMUSEMENT CREATIVE | デジタル・ダウンロード | iTunes Store | まっすぐに、トウメイに。 - Single |
| 日本 | 2019年6月26日 | KING AMUSEMENT CREATIVE | デジタル・ダウンロード | mora         | まっすぐに、トウメイに。          |
| 日本 | 2019年6月26日 | KING AMUSEMENT CREATIVE | デジタル・ダウンロード | レコチョク   | まっすぐに、トウメイに。          |
| 日本 | 2019年6月26日 | KING AMUSEMENT CREATIVE | サブスクリプション     | Apple Music  |                                   |
| 日本 | 2019年6月26日 | KING AMUSEMENT CREATIVE | サブスクリプション     | AWA          | まっすぐに、トウメイに。          |
| 日本 | 2019年6月26日 | KING AMUSEMENT CREATIVE | サブスクリプション     | KKBOX        | まっすぐに、トウメイに。          |
| 日本 | 2019年6月26日 | KING AMUSEMENT CREATIVE | サブスクリプション     | LINE MUSIC   | まっすぐに、トウメイに。          |
| 日本 | 2019年6月26日 | KING AMUSEMENT CREATIVE | サブスクリプション     | Spotify      | まっすぐに、トウメイに。          |

## 収録作品

### 映像作品
| 楽曲                     | アルバム                        | 発売日        | 備考                      |
| ------------------------ | ------------------------------- | ------------- | ------------------------- |
| まっすぐに、トウメイに。 | 『Inori Minase MUSIC CLIP BOX』 | 2019年6月26日 | 1stミュージッククリップ集 |